# Алмада, Факундо
Факундо Эсекиэль Алмада (исп. Facundo Ezequiel Almada; род. 10 июля 1998, Росарио, Санта-Фе) — аргентинский футболист, защитник клуба «Масатлан».

## Клубная карьера
Алмада — воспитанник клуба «Росарио Сентраль». 2 марта 2019 года в матче против «Бельграно» он дебютировал в аргентинской Примере. 26 ноября в поединке против «Альдосиви» Факундо забил свой первый гол за «Росарио Сентраль». 29 апреля 2021 года в матче Южноамериканского кубка против «Сан-Лоренсо» он забил гол.
В начале 2023 года Алмада был арендован мексиканским «Масатланом». 29 января в матче против «Америки» он дебютировал в мексиканской Примере. В поединке против «Крус Асуль» Факундо забил свой первый гол за «Масатлан».